# Aleen Bailey
Pour les articles homonymes, voir Bailey.
Aleen Bailey (née le 25 novembre 1980 dans la Paroisse de Saint Mary) est une ancienne athlète jamaïcaine spécialiste du 100 et du 200 mètres. Au cours de sa carrière, elle participe à cinq reprises à des finales individuelles olympiques ou mondiales, son meilleur résultat étant une 4e place sur 200 mètres aux Jeux olympiques de 2004 à Athènes.
Elle est membre à plusieurs reprises du relais jamaïcain sur 4 x 100 mètres, avec à la clef une médaille d'or olympique en 2004 et un titre de championne du monde en 2009.

## Carrière
Elle se distingue durant la saison 1999 en remportant, dans l'épreuve du relais 4 × 100 m, la médaille d'or des Jeux panaméricains à Winnipeg, ainsi que la médaille de bronze des Championnats du monde à Séville. Étudiante à l'Université de Caroline du Sud, elle s'adjuge les titres universitaires 2003 du 100 m et du 200 m, devançant à chaque fois la favorite de la compétition, l'Américaine Muna Lee.
Sélectionnée dans l'équipe de Jamaïque lors des Jeux olympiques de 2004 d'Athènes, elle se classe cinquième de la finale du 100 m et quatrième du 200 m. Elle remporte aux côtés de ses coéquipières Tayna Lawrence, Sherone Simpson et Veronica Campbell, la médaille d'or du relais 4 × 100 m en 41 s 73, devançant la Russie et la France. Lors des Finales mondiales d'athlétisme disputées en fin de saison à Monaco, Aleen Bailey prend la deuxième place du 100 m et la troisième place du 200 m. En 2005, Bailey monte sur la deuxième marche du podium des Championnats du monde d'Helsinki, le relais 4 × 100 m jamaïcain composé par ailleurs de Danielle Browning, Sherone Simpson et Veronica Campbell étant devancé pour la médaille d'or par les États-Unis. 
Le 22 août 2009, Aleen Bailey remporte la médaille d'or du 4 × 100 m lors des Championnats du monde de Berlin, aux côtés de Simone Facey, Shelly-Ann Fraser et Kerron Stewart.

## Records
- 60 m : 7 s 23 (2003)
- 100 m : 11 s 04 (2004)
- 200 m : 22 s 33 (2004)

## Palmarès
| Date | Compétition                           | Lieu           | Résultat | Épreuve   | Temps   |
| ---- | ------------------------------------- | -------------- | -------- | --------- | ------- |
| 1996 | Championnats du monde juniors         | Sydney         | 2e       | 4 x 100 m | 44 s 26 |
| 1998 | Championnats du monde juniors         | Annecy         | 3e       | 4 x 100 m | 44 s 68 |
| 1999 | Jeux panaméricains                    | Winnipeg       | 1re      | 4 × 100 m | 42 s 62 |
| 1999 | Championnats du monde                 | Séville        | 3e       | 4 × 100 m | 42 s 15 |
| 2003 | Championnats du monde                 | Paris          | 5e       | 100 m     | 11 s 07 |
| 2004 | Jeux olympiques                       | Athènes        | 5e       | 100 m     | 11 s 05 |
| 2004 | Jeux olympiques                       | Athènes        | 4e       | 200 m     | 22 s 42 |
| 2004 | Jeux olympiques                       | Athènes        | 1re      | 4 × 100 m | 41 s 73 |
| 2004 | Finale mondiale                       | Monaco         | 2e       | 100 m     | 11 s 16 |
| 2004 | Finale mondiale                       | Monaco         | 3e       | 200 m     | 22 s 84 |
| 2005 | Championnats du monde                 | Helsinki       | 2e       | 4 × 100 m | 41 s 99 |
| 2007 | Jeux panaméricains                    | Rio de Janeiro | 5e       | 200 m     | 23 s 09 |
| 2007 | Jeux panaméricains                    | Rio de Janeiro | 1re      | 4 × 100 m | 43 s 58 |
| 2007 | Championnats du monde                 | Osaka          | 6e       | 200 m     | 22 s 72 |
| 2008 | Champ. d'Am. centrale et des Caraïbes | Cali           | 4e       | 100 m     | 11 s 43 |
| 2008 | Champ. d'Am. centrale et des Caraïbes | Cali           | 6e       | 200 m     | 23 s 34 |
| 2009 | Championnats du monde                 | Berlin         | 8e       | 100 m     | 11 s 16 |
| 2009 | Championnats du monde                 | Berlin         | 1re      | 4 × 100 m | 42 s 06 |
| 2012 | Championnats du monde en salle        | Istanbul       | 7e       | 60 m      | 7 s 24  |
| 2013 | Champ. d'Am. centrale et des Caraïbes | Morelia        | 3e       | 100 m     | 11 s 34 |
| 2013 | Champ. d'Am. centrale et des Caraïbes | Morelia        | 2e       | 200 m     | 23 s 08 |
| 2013 | Champ. d'Am. centrale et des Caraïbes | Morelia        | 1re      | 4 x 100 m | 43 s 58 |